# Makar Hončarenko
Makar Mychajlovyč Hončarenko (in ucraino Макар Михайлович Гончаренко?; Kiev, 16 aprile 1912 – Kiev, 1º aprile 1997) è stato un calciatore sovietico, dal 1991 ucraino, di ruolo attaccante.

## Caratteristiche tecniche
Attaccante rapido, dotato di un discreto tiro e di un buon fiuto del gol. Nel 1938 riuscì, con la maglia della Dynamo Kyiv, a vincere il titolo di capocannoniere della Gruppa A con 20 reti.

## Carriera
Hončarenko divenne famoso per aver segnato una doppietta durante la leggendaria Partita della morte svoltasi il 9 agosto 1942 allo Stadio Zenith di Kiev tra lo Start (una formazione rappresentante del popolo ucraino, composta da 8 giocatori della Dynamo Kyiv e 3 del Lokomotiv Kyiv) e la selezione degli ufficiali nazisti, terminata con il risultato di 5-3 per lo Start. Fu anche uno dei due superstiti tra i giocatori ucraini che parteciparono a questa partita. Oggi in suo onore la Dinamo Kiev ha eretto un busto con la dedica «A uno che se lo merita».

## Palmarès

### Individuale
- Capocannoniere della Vysšaja Liga: 1

1938 (20 gol)